# Воротцы (Рязанская область)
Воротцы — деревня в Кораблинском районе Рязанской области России. Входит в Пустотинское сельское поселение.

## Название
Происходит от одноимённой реки, которая названа по воротам стоявшим на Пустотинской засеке.
В «Разрядной книге 1475—1598 годов» указывается: «Засека Пустотинская на 28 верстах, а ворот на той засеке нет». Отсутствие ворот сказывалось отрицательно на возможности признания влияния засечной истории на наименование возникшей позже деревни Воротцы.
Однако в одном из дел Государственного архива Рязанской области обнаружена запись о существовании ворот Пустотинской засеки в более поздние годы. В 1690 году по указу царей Иоанна Алексеевича и Петра Алексеевича было «велено у Ряжской засеки у Пустотинских ворот быть в засечных головах рязанцу Емельяну Иванову сыну Галахову». Что всё таки подтверждает версию о наименовании деревни по воротам на засеке.

## География
Воротцы находятся в северо-восточной части Кораблинского района.
Природа
Окружены пустотинскими лесами.
Стоит на берегу реки Воротца.

## История
Деревня Воротцы возникла в конце XVIII века.

## Население
| 2010 |
| ---- |
| 6    |

## Инфраструктура
Нет объектов инфраструктуры.